# Thomas Rap
Thomas Willem Rap (Den Haag, 30 september 1933 – Eemdijk, 27 juli 1999) was een Nederlands uitgever en schrijver.
Hij was zoon van hotelemployé Hendrik Jacobus Rap (1907-1941) en Wilhelmina Johanna. Adams (1909-1940). Hijzelf trouwde met Johanna Maria van Reeuwijk.
Hij werd dus jong wees. Hij werd al tijdens de Tweede Wereldoorlog in het het rooms-katholieke wees- en oudeliedenhuis aan de Warmoezierstraat in Den Haag geplaatst. In 1953 slaagde hij voor het HBS-A-diploma aan het Aloysius College. In de herfst van 1953 deed hij zijn militaire dienst, waarna hij ging reizen in Frankrijk. Hij had een paar banen, onder andere bij Royal Dutch Shell. Een studie Nederlands brak hij af. Hij kwam terecht in het boekenvak, zoals met het vertaalwerk van Sandra Scoppettones Suzuki Bean naar Ellen-Wiene Wijs. In 1966 begon hij in Amsterdam zijn Uitgeverij Thomas Rap met als eerste uitgave Tulips van Wim T. Schippers. Rap drukte voornamelijk wat hijzelf leuk vond. Hij had een column in De Gelderlander.
Zijn vrouw Joosje overleed in november 2023.